# 竹內哲也
竹內哲也（日语：竹内 哲也，1976年—），日本男性動畫師、動畫導演。

## 來歷、逸事
動畫工作室I.G新潟工作室出身。常以「竹內」名義顯示在工作人員表上。另外參加成人動畫的製作時別名「竹肉哲」、「T☆ETUYA」。
從事動畫製作以來參加過舛成孝二執導和J.C.STAFF製作的作品較多。2005年在電視動畫《蜂蜜與四葉草》因第7話的原畫作業全由竹內他一人完成而受到矚目（分鏡、演出由舛成負責）。不僅如此，他的實績在同年播出的另一部電視動畫《神樣中學生》獲得重視。翌年2006年的電視動畫《甦醒的天空 -RESCUE WINGS-》打破慣例在30歲的時候就擔任人物設定和總作畫監督。他的作風具備對寫實系角色的形態與鬼怪等大量使用滑稽演技的兩面性。

## 作品列表

### 電視動畫
- 足球風雲（1994年，作畫監督）
- 地球防衛企業（1999年－2000年，原畫）
- メダロット（日语：メダロット (アニメ)）（1999年－2000年，原畫）
- 索斯機械獸（1999年－2000年，原畫）
- 純情房東俏房客（2000年，原畫）
- 地球少女Arjuna（2001年，原畫）
- 魔力女管家（2001年，原畫）
- PaRappa the Rapper（日语：パラッパラッパー）（2001年，原畫）
- 熱帶雨林的爆笑生活（2001年，原畫）
- 火影忍者（2002年－2007年，原畫、OP原畫）
- 真月譚 月姬（2003年，原畫）
- 你所期望的永遠（2003年，作畫監督、原畫）
- R.O.D -THE TV-（2003年－2004年，作畫監督、圖形作畫監督補佐、原畫、OP原畫／部分）
- 2x2 忍傳（日语：ニニンがシノブ伝）（2004年，原畫、OP原畫）
- 醜陋美世界（2004年，OP原畫）
- 忘却的旋律（2004年，原畫）
- BLEACH（2004年－，ED原畫）
- 極上生徒會（2005年，原畫）
- 我們的仙境 Heartful days（2005年，OP原畫、預告原畫）
- 蜂蜜與四葉草（2005年，作畫監督、原畫）
- 神樣中學生（2005年，原畫）
- 灼眼的夏娜（2005年－2006年，OP原畫）
- 甲蟲王者 森鄰居民的傳說（2005年－2006年，原畫）
- IGPX（2005年－2006年，原畫）
- BLOOD+（2005年－2006年，原畫）
- 甦醒的天空 -RESCUE WINGS-（日语：よみがえる空 -RESCUE WINGS-）（2006年，人物設定、總作畫監督、作畫監督、OP作畫監督、原畫）
- 零之使魔（2006年，原畫、OP原畫）
- 蜂蜜與四葉草II（2006年，原畫）
- 親愛芳鄰（2006年，原畫）
- 我的裘可妹妹（2006年，原畫）
- 少女愛上姊姊（2006年，原畫）
- 歡迎加入N·H·K！（2006年，原畫）
- 校園烏托邦 學美向前衝！（2007年，原畫）
- 交響情人夢（2007年，原畫）
- 地球防衛少年（2007年，原畫）
- 土豆蛋黃醬（2007年，OP作畫）
- 神薙（2008年，第7話ED分鏡、演出、作畫監督、原畫）
- 續 夏目友人帳（2009年，OP分鏡、演出、作畫監督、原畫）
- 新網球王子（2012年，OP&ED原畫）
- 灼眼的夏娜III -Final-（2012年，OP2原畫）
- 未來日記（2012年，分鏡、作畫監督、原畫）
- HUNTER×HUNTER (新版)（2012年，原畫）
- 刀劍神域（2012年，OP2原畫）
- RDG 瀕危物種少女（2013年，原畫）
- 宇宙戰艦大和號2199（2013年，原畫）
- 當不成勇者的我，只好認真找工作了。（2013年，人物設定、分鏡、總作畫監督、OP總作畫監督、作畫監督、原畫）
- 刀劍神域II（2014年，動作作畫監督）
- 果然我的青春戀愛喜劇搞錯了。續（2015年，主線動畫師）
- VENUS PROJECT -CLIMAX-（日语：VENUS PROJECT）（2015年，OP原畫）
- Brave Beats（日语：ブレイブビーツ）（2015年，的變身場面分鏡&原畫）
- 終末的伊澤塔（2016年，動作作畫監督、原畫、OP原畫）
- 極道超女（2018年，主鏡動畫師、原畫）

### OVA
- Good Morning Call愛情起床號（2001年，原畫）
- 電玩少女櫻吹雪（日语：アーケードゲーマーふぶき）（2002年，原畫）
- 熱帶雨林的爆笑生活DELUXE（2002年－2003年，原畫）
- 柯塞特的肖像（2004年，原畫）
- 夏色的沙漏（日语：夏色の砂時計）（2004年，原畫）
- 飛越巔峰2（2004年－2006年，原畫）
- 撲殺天使朵庫蘿（2005年，原畫）
- 百合星人奈緒子美眉（2010年，導演、人物設定、編劇、分鏡、演出、作畫監督、原畫）
- 屍體派對 Missing Footage（2013年，原畫）
- 未來日記REDIAL（2013年，原畫、ED原畫）

### 電影動畫
- 新世紀福音戰士劇場版：Air/真心為你（1997年，動畫）
- 天地無用！in LOVE 2 遙遠的思念（1999年，動畫）
- 人狼 JIN-ROH（2000年，動畫）
- 蠟筆小新：風起雲湧 光榮燒肉之路（2003年，原畫）
- 蠟筆小新：風起雲湧！夕陽下的春日部男孩（2004年，原畫）
- 劇場版 網球王子：跡部的禮物 ～獻給你的網王祭～（2005年，原畫）
- 歡迎來到宇宙秀（2010年，原畫）

### 遊戲
- 櫻花大戰3 ～巴里在燃燒嗎～（2001年，本篇原畫）
- サーヴィランス 監視者（日语：サーヴィランス 監視者）（2002年，原畫）
- 熱情傳奇（2015年，原畫）

## 相關項目
- 日本動畫師列表